# Stora Balltjärnen
Stora Balltjärnen är en sjö i Marks kommun i Västergötland och ingår i Rolfsåns huvudavrinningsområde.